# Île Chañaral
Pour les articles homonymes, voir Chañaral.

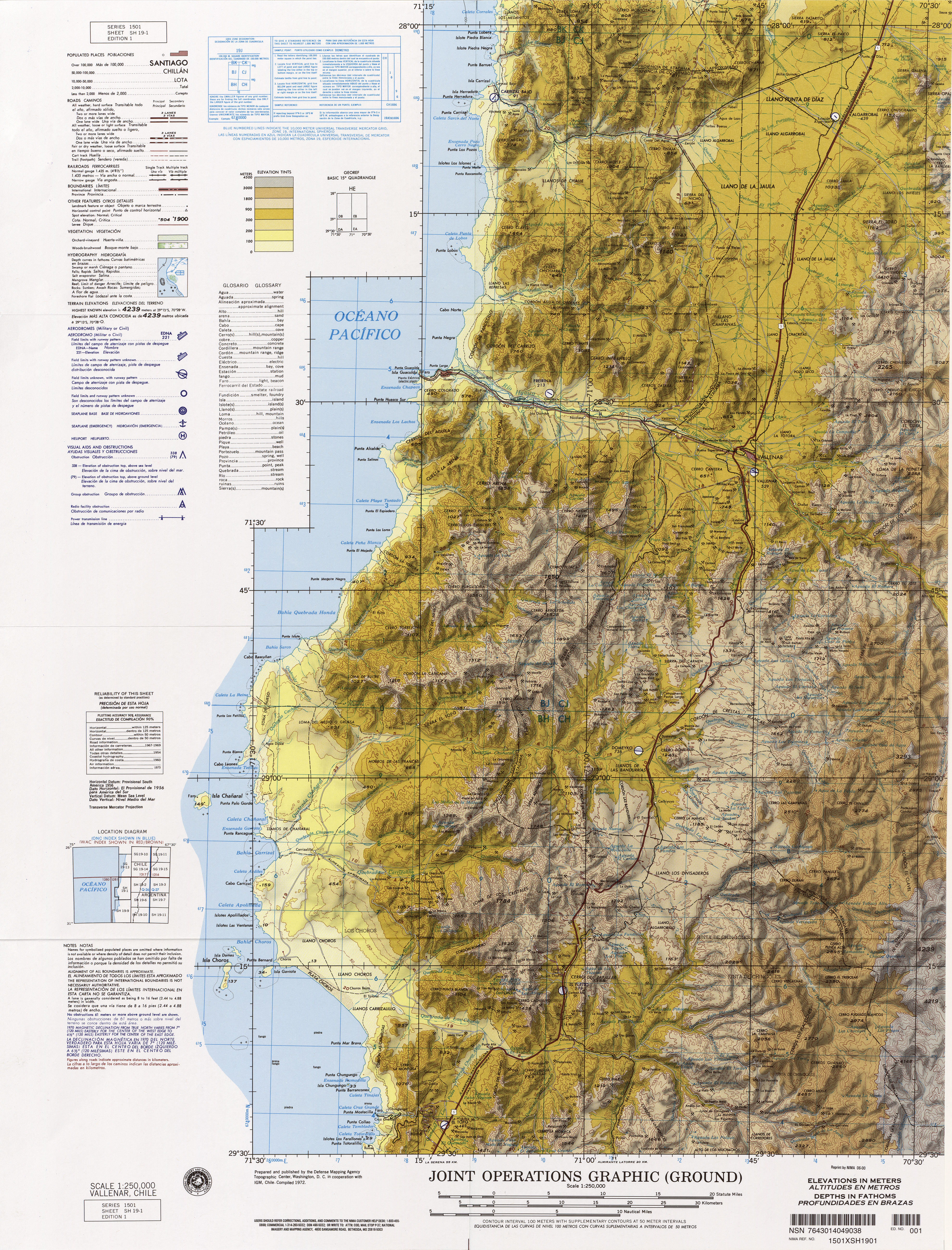

Chañaral est l'une des trois îles qui, avec l'île Choros et l'île Damas forme la réserve nationale Pingüino de Humboldt, administrée par la Corporación Nacional Forestal. Ces trois îles de l'océan Pacifique situées à six kilomètres au large de la côte chilienne, à environ cent kilomètres au nord de La Serena, abritent d'importantes populations de manchots de Humboldt, de loutres du Chili et de puffinures de Garnot. Ces dernières années, la réserve a connu une forte augmentation des activités touristiques, notamment en raison de la présence de grands dauphins.
D'une superficie de 6,55 km2, Chañaral est la plus grande des îles de la réserve. L'accès y est très restreint. Elle est constituée de deux plateaux : le plateau principal, entre cinquante et soixante-dix mètres d'altitude, est divisé en deux parties, orientale et occidentale, par un second plateau dont l'altitude est supérieure à cent mètres. La végétation des deux plateaux diffère considérablement : celle du plateau principal est dominée par les broussailles et les cactées, tandis qu'on ne trouve que quelques petits groupes de cactus sur le plateau supérieur.